# Мелилья (футбольный клуб)
«Мели́лья» (исп. UD Melilla) — испанский футбольный клуб из одноимённого города. Клуб первоначально был основан в 1943 году, но, просуществовав 13 лет, прекратил существование и был организован вновь в 1976 году. Домашние матчи проводит на стадионе «Альварес Кларо», вмещающем 10 000 зрителей. В Примере и Сегунде команда никогда не выступала, лучшим результатом является победа в группе в Сегунде В в сезоне 1998/99.

## Сезоны по дивизионам
- Сегунда В — 29 сезонов
- Терсера — 11 сезонов

## Достижения
- Сегунда В
  - Победитель: 1998/99

## Известные игроки
- Мартин Мандра
- Педро Иарлей
- Виктор Браво
- Хуан Мануэль Росадо

## Известные тренеры
- Альварито
- Хуан Рамон Лопес Каро